# Tetjana Skatschko
Tetjana Wiktoriwna Skatschko (ukrainisch Тетяна Вікторівна Скачко, engl. Transkription Tetyana Skachko; * 18. August 1954 in Luhansk, Ukrainische SSR) ist eine ehemalige ukrainische Weitspringerin, die für die Sowjetunion startete.
1977 wurde sie Vierte bei den Halleneuropameisterschaften in San Sebastián und Dritte beim Weltcup in Düsseldorf. Bei der Universiade 1979 gewann sie Bronze.
1980 wurde sie Sechste bei den Halleneuropameisterschaften in Sindelfingen und holte Bronze bei den Olympischen Spielen in Moskau.
1981 kam sie bei den Halleneuropameisterschaften in Grenoble und beim Weltcup in Rom jeweils auf den vierten Platz.
1980 wurde sie im Freien, 1977, 1980 und 1981 in der Halle Sowjetische Meisterin.

## Persönliche Bestleistungen
- Weitsprung: 7,01 m, 31. Juli 1980, Moskau
  - Halle: 6,67 m, 16. Januar 1977, Donezk